# Buddleja alternifolia
Buddleja alternifolia là một loài thực vật có hoa trong họ Huyền sâm. Loài này được Maxim. mô tả khoa học đầu tiên năm 1880.